# Olivellinae
Famille
Les Olivellinae sont une famille  de mollusques gastéropodes prosobranches de l'ordre des Neogastropoda (considérée synonyme de la famille des Olividae Latreille, 1825).
Le taxon reconnu par le WoRMS est la sous-famille des Olivellinae Troschel, 1869.

### Référnces taxonomiques
- (en) BioLib : Olivellinae Troschel, 1869 (syn. de Olivellidae) (consulté le 1er janvier 2021)
- (en) WoRMS : Olivellidae Troschel, 1869 (nom accepté : Olivellinae  Troschel, 1869) [non valide] (+ liste genres + liste espèces) (consulté le 1er janvier 2021)
- (en) WoRMS : Olivellinae Troschel, 1869 (+ liste genres + liste espèces) (consulté le 1er janvier 2021)